# Episodi di Pistol
La prima e unica stagione della miniserie televisiva Pistol, composta da 6 episodi, è trasmessa in prima visione assoluta negli Stati Uniti d'America dall'emittente FX on Hulu il 31 maggio 2022. In Italia è stata trasmessa l'8 settembre 2022 sulla piattaforma di streaming a pagamento Star (Disney+).

## Episodi

### Track 1: The Cloak of Invisibility
- Titolo originale: Track 1: The Cloak of Invisibility
- Diretto da: Danny Boyle
- Scritto da: Craig Pearce

#### Trama
Nella Londra economicamente depressa della metà degli anni '70, Steve Jones è un giovane senzatetto che cerca di creare una rock band. Vivienne Westwood gli permette di prendere in prestito abiti dalla sua boutique, chiamata SEX. Il suo partner romantico e in affari Malcolm McLaren decide di dirigere la band. Steve corteggia Chrissie Hynde, anche se lei sta uscendo con il critico musicale Nick Kent. Chrissie ha le proprie ambizioni di far parte di una band. Quando Steve irrompe nell'Hammersmith Odeon, viene arrestato dalla polizia e si dichiara colpevole delle accuse. Tuttavia, Malcolm testimonia che Steve è un impiegato promettente, facendogli evitare il carcere. Malcolm ribattezza la band "Kutie Jones and his Sex Pistols" e organizza il loro primo concerto. Durante la performance, Steve ha un attacco di panico del palcoscenico e corre fuori dal locale. Steve ammette al batterista Paul Cook di avere una bassa autostima.

### Track 2: Rotten
- Titolo originale: Track 2: Rotten
- Diretto da: Danny Boyle
- Scritto da: Craig Pearce

#### Trama
L'impiegata della boutique SEX Jordan si reca al lavoro vestendosi in stile punk radicale e mette a disagio le persone conservatrici intorno a lei. Steve, tuttavia, ammira la sua sicurezza. Malcolm nomina Steve nuovo chitarrista della band e assume l'eccentrico John Lydon come nuovo cantante. John suggerisce che la band venga ribattezzata semplicemente "Sex Pistols". Chrissie incontra Mick Jones, ma la loro collaborazione musicale non va a buon fine. Malcolm affitta un magazzino come sala prove in Denmark Street. Steve inizia a vivere lì e impara rapidamente a suonare la chitarra. Durante una riunione della band, Steve soprannomina John "Johnny Rotten" per i suoi denti marci. Di conseguenza, John chiede a Sid Vicious di unirsi alla band così avrà un amico che lo spalleggi. Il bassista Glen Matlock organizza un concerto alla Saint Martin's School of Art, dove è studente. Sid si presenta a Malcolm e Vivienne crede che sarebbe una buona aggiunta. I Sex Pistols insistono nell'usare il proprio amplificatore al concerto, facendo arrabbiare la band principale e provocando una rissa. L'episodio è dedicato a Jordan, morta il mese prima della messa in onda.

### Track 3: Bodies
- Titolo originale: Track 3: Bodies
- Diretto da: Danny Boyle
- Scritto da: Craig Pearce

#### Trama
La band fatica a trovare nuovo materiale ed è sul punto di sciogliersi. Il presentatore di notizie Reginald Bosanquet acquista biancheria intima audace da SEX. Johnny è determinato a lasciare la band ma Vivienne lo convince a restare e a raddoppiare i suoi sforzi. Una jam session improvvisata si traduce in Anarchy in the U.K. e la band suona un concerto di successo all'HM Prison Chelmsford. Chrissie organizza un finto matrimonio con Steve ai fini del visto, ma lui non si presenta. John si offre volontario per prendere il posto di Steve, ma si tira indietro quando Nick si arrabbia per la situazione. Steve e John incontrano entrambi una fan malata di mente di nome Pauline, che è stata violentata da un infermiere dell'ospedale e porta il suo feto abortito nella borsetta. John le dice di dare al bambino una sepoltura decente e lei lo ispira a scrivere il testo della canzone Bodies.

### Track 4: Pretty Vaaaycunt
- Titolo originale: Track 4: Pretty Vaaaycunt
- Diretto da: Danny Boyle
- Scritto da: Craig Pearce

#### Trama
La band è in tournée nell'Inghilterra settentrionale e si ritrova sulla spiaggia in un hotel elegante. Glen dice che ammira Steve per aver fondato la band. Vivienne cambia il nome del suo negozio in "The Seditionaries". La band visita il nuovo ufficio Glitterbest, dove Malcolm firma il contratto con l'etichetta discografica EMI. La band e alcuni dei loro seguaci accendono un fervore nazionale quando imprecano in onda durante un'intervista alla Thames Television dopo essere stati provocati dal conduttore Bill Grundy. I Sex Pistols affrontano attacchi fisici da parte di cittadini arrabbiati e John viene colpito con una bottiglia rotta in un club. La EMI rescinde il contratto, ma Glitterbest mantiene l'anticipo. La famiglia di Malcolm viene aggredita nella propria casa, portandolo a rendersi conto delle "questioni" della band. Ai Pistols è vietato suonare in gran parte della Gran Bretagna, ma ottengono un contratto con la A&M Records. Malcolm convince Steve a licenziare Glen perché non si adatta all'immagine della band. John rivela che Sid Vicious è il nuovo bassista.

### Track 5: Nancy & Sid
- Titolo originale: Track 5: Nancy & Sid
- Diretto da: Danny Boyle
- Scritto da: Craig Pearce

#### Trama
La Gran Bretagna si prepara a celebrare il Giubileo d'argento della regina Elisabetta II nel 1977. Sid incontra Nancy Spungen e i due iniziano una relazione sentimentale correlata da dipendenza da eroina. Viene pubblicato il primo singolo della band God Save the Queen. Johnny è furioso perché Malcolm l'ha chiamato così; lui aveva insistito per No Future. La band viene abbandonata dalla A&M dopo che Sid ha aggredito Bob Harris di The Old Grey Whistle Test. Richard Branson firma la band con la Virgin Records e registrano l'album Never Mind the Bollocks, Here's the Sex Pistols. Sid non è in studio perché ha contratto l'epatite. Steve, Paul, Helen e Chrissie fanno sballare Nancy con l'eroina e la fanno salire su un aereo per tornare negli Stati Uniti. Sid viene dimesso dall'ospedale e la band suona un concerto su un battello fluviale per promuovere il singolo. Quando Nancy torna a Londra, John dice a Sid che Steve ha cercato di sbarazzarsi di lei, anche se alla fine incolpa Malcolm. God Save the Queen raggiunge il numero uno delle classifiche, ma la radio continua a non trasmetterlo. Chrissie interrompe la sua relazione con Steve.

### Track 6: Who Killed Bambi?
- Titolo originale: Track 6: Who Killed Bambi?
- Diretto da: Danny Boyle
- Scritto da: Craig Pearce

#### Trama
La band è in tournée nel sud degli Stati Uniti con scarsi risultati e concerti che spesso si tramutano in risse. Sid va in astinenza da eroina e ricorre all'autolesionismo. Mentre è a San Francisco, John esaurisce la pazienza con le buffonate di Malcolm. Quando Steve non licenzia Malcolm, John lascia la band. Malcolm promuove Sid a cantante. Chrissie debutta con la sua nuova band, The Pretenders. I Sex Pistols lavorano al film The Great Rock 'n' Roll Swindle. Sid scopre che Nancy è stata pugnalata a morte nel bagno della loro stanza al Chelsea Hotel. È accusato del suo omicidio e rilasciato su cauzione. Un anno dopo, nel 1979, muore per overdose di eroina. Steve e Malcolm si scontrano su come sono andate le cose. Steve si inietta eroina, ha allucinazioni in una conversazione con John. Un flashback mostra la band che si esibisce a un concerto di beneficenza il giorno di Natale a Huddersfield, nello Yorkshire, per i vigili del fuoco in sciopero e le loro famiglie. La band è in ottima forma e mostra grande cameratismo.